# Гасанов, Тахир Тофик оглы
Тахир Тофик оглы Гасанов (азерб. Tahir Tofiq oğlu Həsənov; 22 февраля 1970, Баку — 2 сентября 1992, Чылдыран Агдаринского района) — азербайджанский полицейский, сержант ОПОН, Национальный герой Азербайджана (1992, посмертно).

## Биография
В 1987 окончил среднюю школу № 23 Насиминского района Баку. В 1988—1990 проходил срочную службу в Воздушно-десантных войсках в рядах Советской Армии на территории Московской области.
В 1990 поступил на исторический факультет Бакинского государственного университета. В 1991 году оставил учёбу на середине второго курса в связи с начавшимся вооружённым конфликтом в Нагорном Карабахе и отправился воевать в отрядах самообороны, несмотря на то, что был единственным ребёнком в семье. В ноябре 1991 года перешёл на службу в отряд полиции особого назначения. Был назначен командиром отделения. Возглавлял разведывательную группу и принимал участие в боях за населённые пункты Агдере, Башкенд, Мешали, Чылдыран.

### Обстоятельства гибели
2 сентября 1992 отряд, в котором служил Тахир, занял позицию около села Чылдыран Агдаринского района, контролируемого вооружёнными силами противника. Тахир возглавлял одну из трёх групп, две из которых в ходе операции наткнулись на засады и были вынуждены отступить. Группа Тахира прошла в тыл противника. Завязался бой, Тахир был ранен, однако обеспечил выход из окружения всех своих молодых подчинённых, а сам остался прикрывать отход своего отделения. Солдаты противника предприняли попытку захватить его живьём. После того, как у Тахира закончились патроны, он сымитировал сдачу в плен — покинул своё укрытие и в тот момент, когда солдаты противника обступили его, подорвал себя гранатой, вместе с окружившими его военнослужащими армянской армии. По официальным данным, рядом с телом Тахира в тот день находилось более 20 тел погибших солдат противника.

## Награды
- Медаль «Золотая Звезда» (Азербайджан)

## Память
Похоронен на «Аллее шахидов» в Баку. Хотя Тахир погиб 2 сентября, его тело было захоронено лишь 30 сентября, именно эта дата и была указана на его могиле.
Указом Президента Азербайджанской Республики от 19 октября 1992 года № 273 Тахир Тофик оглы Гасанов удостоен звания «Национального героя Азербайджана» посмертно.
Именем Тахира Гасанова названа школа № 23 города Баку.

Школа имени Тахира Гасанова, мемориальная доска
Мемориальная доска на доме, в котором жил Тахир Гасанов, на улице Каверочкина в Баку